# Jean Hubert Schaeken
Jean Hubert Schaeken (Weert, 2 januari 1832 – Sint-Gillis, 23 mei 1905) was een Nederlands componist, voornamelijk actief binnen België.
Joannes Hubertus Schaken was zoon van organist Jozef Schaeken (Sint-Martinuskerk) en Elisabeth Dekker. Broer Henri Schaeken was tussen 1880-1896 dirigent van de Kerkelijke Harmonie "St. Joseph" Weert. Zelf was hij getrouwd met zangeres Joanna Maria Augustina Ariaans.
Zijn eerste opleiding kreeg hij van zijn vader. Daarna volgde een aantal jaren leergangen aan het Brussels Conservatorium waar hij een eerste (compositieleer) en tweede prijs (harmonieleer) haalde. Een van zijn leraren was daar François-Joseph Fétis. Een prix de Rome zat er voor hem toen niet in; hij was immers buitenlands student. Verdere studie vond op aandringen van Fétis plaats aan de Haagse Muziekschool. Na de studie te hebben afgerond trok hij eerst naar Amsterdam, woonde in de Hartenstraat en leidde in de Mozes en Aäronkerk zijn eerste mis. 
Hij vestigde zich in 1861 in Samarang te Nederlands-Indië. Hij werd er samen met zijn vrouw regent van het gouvernementsweeshuizen (ruim 300 wezen) en gaf er muziekles en orgelconcerten ten behoeve van allerlei gestichten.  Van daaruit werd een van zijn werken ingezonden naar een wedstrijd van Maatschappij tot Bevordering der Toonkunst; zijn werk werd bekroond. Vanaf 1868 was hij in Brussel te vinden. Hij was kapelmeester van het ensemble van de Sint-Jacob-op-Koudenberg, dirigent van het koor van de Carmelieten, maar ook van het koor en orkest van de Katholieke Kring, met dat laatste wom hij een concours in Brugge (eerste prijs in de eerste afdeling). Ondertussen gaf hij les aan veel leerlingen. 
De muziekgidsen van Melchior en Letzer gaven aan dat er ongeveer driehonderd werken van hem waren, waaronder muziekdrama’s Thomas Morus, Beersel, Olivier van den Tempel, Le joli chateau en Jean de Weert (1905), maar die van Letzer uit 1913 gaf geen overlijdensdatum noch -plaats. In zijn repertoire bevinden zich tevens kerk- en schoolmuziek, een werk ter nagedachtenis van Hendrik Conscience (500 zangers en orkest). Voorts schreef hij voor het Gregoriusblad een verhandeling over muziektheorie en –praktijk voor de ongeoefende kerkmusici. De hoeveelheid werken kon niet voorkomen dat hij als componist totaal vergeten werd, behalve op een Septuor pour cors uit circa 1885 na.
- Gemeinsame Normdatei: 1270559052
- Virtual International Authority File: 5363166656963822710003